# Herning Lufthavn
Herning Lufthavn  ligger i Midtjylland 4 km nordøst for selve Herning. Lufthavnen bliver primært brugt til privatflyvning og skoleflyvning.
Lufthavnen er hjem for ikke mindre end 5 flyveklubber, hver med deres form for flyvning. Bl.a. en af landets største motorflyveklubber for private flyvemaskiner –  Midtjysk Flyveklub.

## Ekstern henvisning
- http://www.ekhg.dk/
- http://www.midtjyskflyveklub.dk
- http://www.herningmotorflyveklub.dk/

| Luftfart | Spire Denne artikel om flyvning er en spire som bør udbygges. Du er velkommen til at hjælpe Wikipedia ved at udvide den. |